# 李雪层
李雪层（1939年—），中华人民共和国刺绣艺术家，河南省三门峡市灵宝市人，为河南省省级非物质文化遗产灵宝刺绣项目代表性传承人。

## 生平
李雪层6岁时就开始跟着母亲学习刺绣，其刺绣不仅有花鸟虫兽和山河日月，还结合灵宝独特的地域文化创作出了《紫气东来》和《老子出关》等著名作品，这两幅作品被函谷关风景区购买收藏。李雪层的刺绣非常畅销，在经历抖音等平台进一步宣传后，全国各地都开始提前订货。